# عبر (حزم العدين)

تعديل مصدري - تعديل

عبر هي إحدى قرى عزلة يريس بمديرية حزم العدين التابعة لمحافظة إب، بلغ تعداد سكانها 24 نسمة حسب تعداد اليمن لعام 2004.